# La Douloureuse Étape
Pour plus de détails, voir Fiche technique et Distribution.
La Douloureuse Étape (titre original : Wealth) est un film muet américain réalisé par William D. Taylor, sorti en 1921.

## Fiche technique
- Titre : La Douloureuse Étape
- Titre original : Wealth
- Réalisation : William D. Taylor
- Scénario : Cosmo Hamilton (histoire), Julia Crawford Ivers (scénario)
- Chef-opérateur : James Van Trees
- Dates de sortie : 
  - États-Unis : 21 août 1921
  - France : 3 août 1923

## Distribution
- Ethel Clayton : Mary McLeod
- Herbert Rawlinson : Phillip Dominick
- J.M. Dumont : Gordon Townsend
- Larry Steers : Oliver Marshall
- George Periolat : Irving Seaton
- Claire McDowell : Mme Dominick
- Jean Acker : Estelle Rolland
- Richard Wayne : Dr. Howard